# Каллас и Онассис
«Каллас и Онассис» (итал. Callas e Onassis) — двухсерийная биографическая драма 2005 года режиссёра Джорджо Капитани. Главную роль сыграла Луиза Раньери. Премьера в Италии состоялась 6-7 ноября 2005 года на канале «Canale 5». Премьера в России состоялась 6 мая 2008 года. Релиз вышел на DVD 26 мая 2011 года.

## Сюжет
Фильм рассказывает о жизни оперной певицы Марии Каллас, её взаимоотношениях с мужем Джованни Менегини и любовником Аристотелем Онассисом.

## В ролях
| Актёр               | Роль               |
| ------------------- | ------------------ |
| Луиза Раньери       | Мария Каллас       |
| Жерар Дармон        | Аристотель Онассис |
| Серена Аутьери      | Тина Онассис       |
| Роберто Альварес    | Коста              |
| Августо Дзукки      | Титта Менегини     |
| Люсия Сардо         | Бруна              |
| Орсо Мария Гуэррини | Халеми             |
| Габриэль Ферцетти   | Ливанос            |
| Франсуа Мантуре     | Жорж Претр         |
| Сидни Ром           | Эльза Максвелл     |
| Анна Валле          | Жаклин Кеннеди     |
| Джерри Джордж       | Уинстон Черчилль   |
| Дреа де Маттео      |                    |